# Moud Goba
Moud Goba es una activista por los derechos humanos y LGBTIQ+ zimbabuense. Es una refugiada en el Reino Unido, donde llegó solicitando asilo huyendo de su país tras años de persecución por su condición de lesbiana.

## Trayectoria
Goba creció en Harare, Zimbabue. Huyó del país durante el régimen de Robert Mugabe, que persiguió y acosó a las personas homosexuales zimbabuenses. Tras solicitar asilo en el Reino Unido, esperó dos años hasta que se le concediera.
Goba es una de las fundadoras de la Marcha del orgullo negro del Reino Unido, un evento que se lleva a cabo desde 2005 en Londres. Actualmente es la presidenta de su junta directiva.
Goba trabaja como gerente de proyectos para Micro Rainbow International, una organización benéfica que apoya a personas LGBTIQ+ sin hogar que buscan asilo. Goba trabaja para ayudar a los refugiados a adquirir habilidades de empleabilidad y lidera el proyecto de vivienda segura de MRI, que alberga a 25.000 personas LGBTIQ+ sin hogar cada año. Goba se centra en los refugiados que llegan al Reino Unido desde Afganistán.
En 2022, Goba formó parte del desfile por los derechos LGBTIQ+ en la inauguración de los Juegos de la Mancomunidad de 2022 en el Alexander Stadium de Birmingham, Inglaterra, junto con otros cinco activistas y el clavadista inglés Tom Daley.
Por su colaboración con organizaciones de base del Reino Unido para ayudar a los refugiados LGBTIQ+, Goba fue incluida en la lista de activistas de Global Citizen en 2023.

## Reconocimientos
En 2015, The Independent nombró a Goba como una de las 100 personas LGBTIQ+ más influyentes del Reino Unido por su experiencia trabajando con refugiados LGBTIQ+. En 2017, la revista LGBT Attitude reconoció la ayuda de Goba a otros refugiados honrándola con un premio Attitude Pride.
En 2022, Goba fue incluida como una de las 100 mujeres de la BBC, reconociendo sus contribuciones a los solicitantes de asilo y refugiados LGBTIQ+. En 2023, Goba recibió el premio Global Good Award de BET International por "fomentar espacios seguros LGBTQ+ y la integración de refugiados en la sociedad".